# Trullella
Trullella is een geslacht in de familie Steccherinaceae. De typesoort is Trullella dentipora.

## Soorten
Volgens Index Fungorum telt het geslacht zeven soorten (peildatum maart 2022):
| Soortnaam                | Auteur(s)                     | Publicatiejaar |
| ------------------------ | ----------------------------- | -------------- |
| Trullella conifericola   | T. Cao & H.S. Yuan            | 2021           |
| Trullella crustulina     | (Bres.) Zmitr.                | 2018           |
| Trullella dentipora      | (Ryvarden & Iturr.) Zmitr.    | 2018           |
| Trullella duracina       | (Pat.) Zmitr.                 | 2018           |
| Trullella meridae        | (Miettinen & Ryvarden) Zmitr. | 2018           |
| Trullella ochrotinctella | (Murrill) Zmitr.              | 2018           |
| Trullella polyporoides   | (Ryvarden & Iturr.) Zmitr.    | 2018           |